# 블랙핑크 더 무비
블랙핑크 더 무비(BLACKPINK THE MOVIE)는 한국에서 제작된 오윤동, 정수이 감독의 2021년 공연실황 영화이다. 대한민국의 걸그룹 블랙핑크가 출연하였다. 블랙핑크의 데뷔 5주년 기념 영화이다. 2021년 8월 4일 대한민국에서 개봉하였다.